# Sisè Exèrcit Alemany
El Sisè exèrcit (en alemany: 6. Armee) alemany participà en la Primera i la Segona Guerra Mundial dins de l'Exèrcit Imperial i del Heer, respectivament. Aquest exèrcit és conegut per haver estat encerclat i destruït en la batalla de Stalingrad per l'Exèrcit Roig.

## Primera Guerra Mundial

### Ofensiva francesa de Lorena (França): agost de 1914
El Sisè exèrcit va ser creat el 1907, sent el general Colmar von der Goltz el seu primer Inspector General.
L'agost de 1914, el príncep hereu de Baviera, Rupert de Baviera, va rebre el comandament del 6è Exèrcit, compost per tres cossos d'exèrcit bavaresos, 1 Cos prussià i un altre cos bavarès a la reserva. El general Konrad Krafft von Dellmensingen va ser nomenat Cap de l'Estat Major del Sisè Exèrcit.
L'ofensiva francesa a Lorena es va iniciar el 14 d'agost de 1914, comandat pel general Noël de Castelnau, a Sarrebourg.

### Bèlgica i nord de França: juny de 1914 - novembre de 1918
La batalla del Marne aturà l'ofensiva alemanya i va fer substituir el general Moltke. El nou comandant en cap de l'Exèrcit alemany va ser Erich von Falkenhayn.

## Segona Guerra Mundial
Després d'haver participat en la invasió de Polònia de 1939, el X Exèrcit, al comandament del general Walter von Reichenau, va ser traslladat al front occidental el 10 d 'octubre de 1939 i renomenat com el 6è Exèrcit. El general Von Reichenau va continuar al capdavant d'aquesta força, amb el general Friedrich Paulus com el seu cap d'Estat Major. Fins a l'inici de la batalla de França el 6è Exèrcit va estar protegint la frontera alemanya al voltant de Cléveris.